# Kirche Lappienen

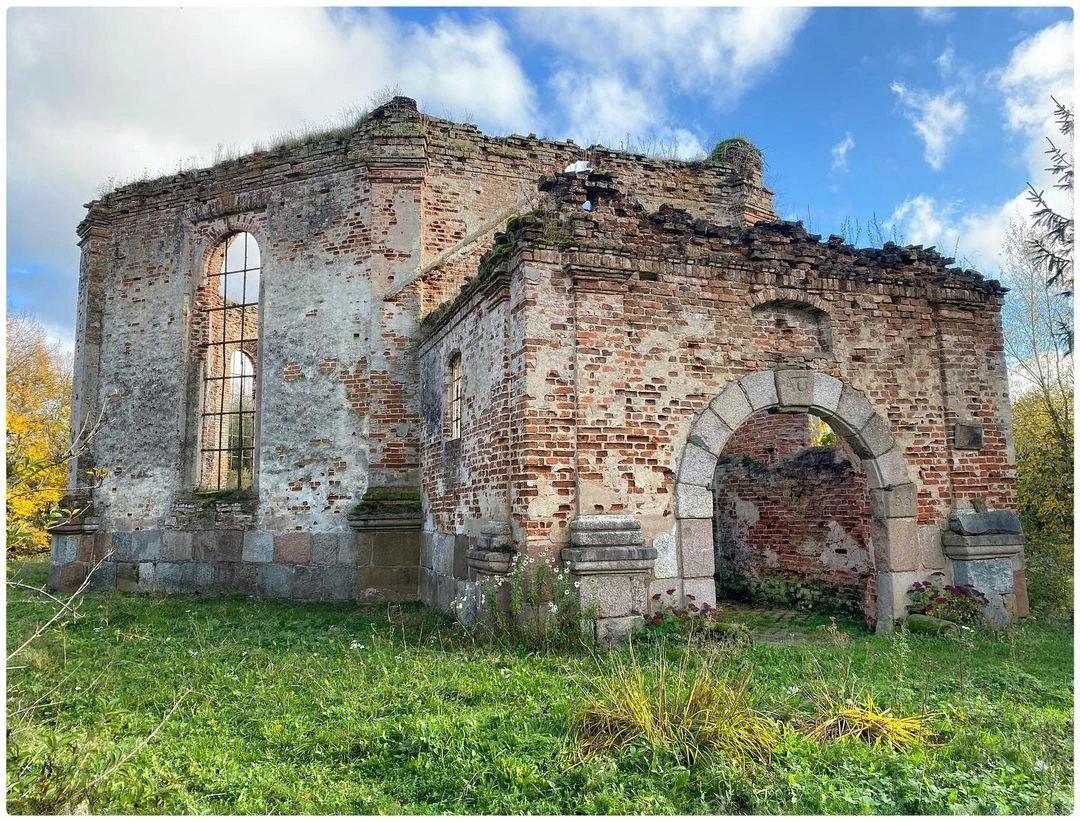
Ruine der Lappiener Kirche

Bei der Kirche Lappienen im ehemals ostpreußischen Dorf Alt Lappienen (der Ort hieß zwischen 1938 und 1946 Rauterskirch) handelt es sich um einen achteckigen Ziegelbau auf Feldsteinfundament aus der Wende des 17. zum 18. Jahrhunderts. Bis 1945 war sie evangelisches Gotteshaus für die Bewohner im Kirchspiel des heute Bolschije Bereschki genannten Ortes in der russischen Oblast Kaliningrad (Gebiet Königsberg (Preußen)).

## Geographische Lage
Bolschije Bereschki liegt am Ostufer der Gilge (russisch: Matrossowka), 18 Kilometer nordwestlich der Kreisstadt Slawsk (Heinrichswalde) und ist über Nebenstraßen erreichbar. Am Ufer gegenüber liegt Malyje Bereschki (Neu Lappienen, 1938 bis 1946 Rautersdorf), zu dem es jedoch keine Brückenverbindung gibt. Ein Bahnanschluss ist nicht mehr vorhanden, seit die Kleinbahnlinie (Groß) Brittanien–Seckenburg der Niederungsbahn (ab 1939 „Elchniederungsbahn“) außer Betrieb gesetzt wurde.
Der Standort der Kirche liegt im Nordosten der Siedlung Bolschije Bereschki innerhalb der Landgemeinde Timirjasewo (Neukirch). Von der Kirche sind heute nur noch Ruinenreste zu sehen.

## Kirchengebäude
Die Kirche Lappienen wurde in den Jahren 1675 bis 1703 nach den Plänen des Generalbaumeisters vom Großen Kurfürsten, Philipp de la Chièza errichtet. Von ihm stammten auch die ersten Entwürfe des Potsdamer Stadtschlosses. Nach seinem Tod 1679 setzte seine aus Rautenburg (russisch: Malinowka, heute nicht mehr existent) stammende Witwe Katharina de la Chièza geborene Rauter das Bauvorhaben fort.
Der niedrige oktogonale verputzte Ziegelbau hatte ein hohes Zeltdach mit einer Laterne. Er wurde auf Feldsteinfundament gegründet und erfuhr Erweiterungen durch mehrere Anbauten.
Das Gewölbe des kunstvoll ausgestalteten Innenraumes ruhte auf stuckverkleideten Holzsäulen. Nachträglich wurden Emporen eingezogen. Aus dem Jahre 1701 stammte der Kanzelaltar. Der Überlieferung nach sollen die Schnitzarbeiten an ihm venezianischer Art gewesen sein. Derartige Schnitzereien befanden sich auch am Gehäuse der Orgel, die im gleichen Jahr von Orgelbaumeister Johann Josua Mosengel in Königsberg (Preußen) gebaut wurde. Das Geläut der Kirche bestand aus zwei Glocken, die 1670 bzw. 1761 gegossen worden waren.
Im Jahre 1807 durchzogen französische Truppen das Gebiet und brachen in Kirche und Pfarrhaus in Alt Lappienen ein. Die reichlich vorhandenen silbernen Kirchengeräte nahmen sie als Beute.
Der unverkennbare byzantinische Baustil der Kirche weist Parallelen zur Marekerk in Leiden und auch zur Kirche San Vitale in Ravenna auf, die vermutlich als Vorbilder gedient haben. Die Nachbarkirchen Inse (heute russisch: Pritschaly) und Skören (Gorodkowo) entstanden wohl nach ähnlichen Plänen.
Im östlichen Anbau der Kirche befand sich ein Grabgewölbe, in dem die Rautenburgische Herrschaft (der weiter südlich gelegene und nicht mehr vorhandene Ort gehörte zum Kirchspiel, seine Besitzer hatten bis 1945 das Kirchenpatronat inne) bis zum Jahre 1928 beigesetzt wurde. Als dieser Raum für die Kirchenheizung benötigt wurde, erhielten die Särge auf dem neben der Kirche liegenden Friedhof eine neue Beisetzungsstelle. Über dem Grabgewölbe war am Ostgiebel eine Skulptur aus Sandstein angebracht, die einen Ritter mit seiner Familie darstellte. Dieses Bild war weithin gerühmt und soll aus Kurland beschafft worden sein.
Die Kirche Lappienen wurde für die kunstgeschichtlich bedeutendste Kirche des Kreises Niederung (Elchniederung) gehalten.
Die Kirche überstand den Zweiten Weltkrieg zunächst unbeschadet. Dann aber wurde sie als Getreidelager fremdgenutzt und verkam aufgrund mangelnder Wartung. Als 1975 ein Blitz in das Gebäude einschlug, brannte es bis auf die Umfassungsmauern aus. Seit 1996 ist man bemüht, die Reste der Kirche zu erhalten. Die Heimatkreisgemeinschaft Elchniederung ergriff ihrerseits 2004 die Initiative und befreite mit Hilfe Freiwilliger vor Ort das Gebäude von Bauschutt und vollzog restaurative Maßnahmen. Im Jahre 2005 konnte erstmals seit dem Krieg wieder ein Gottesdienst im Innern der – noch dachlosen – Kirche gefeiert werden. Beteiligt waren und sind seither regelmäßig aus dem Kirchspiel Lappienen gebürtige sowie jetzige Einwohner.

## Kirchengemeinde
Das evangelische Kirchspiel Lappienen wurde im Jahr 1664 gegründet. Bereits 1667 erhielt sie eine eigene Pfarrstelle. Das Patronat war adelig und der Rautenburgschen Herrschaft unterstellt. Das Kirchspiel imfasste mehr als 40 Ortschaften und Wohnplätze und zählte im Jahr 1925 nahezu 5000 Gemeindeglieder. Anfangs der Inspektion Tilsit (russisch: Sowetsk) zugehörig, war es dann bis 1945 in den Kirchenkreis Niederung (Elchniederung) innerhalb der Kirchenprovinz Ostpreußen der Kirche der Altpreußischen Union eingegliedert. Im Jahr 1890 wurde das Kirchspiel Groß Kryszahnen/Seckenburg aus dem der Kirche Lappienen herausgelöst und verselbständigt.
Flucht und Vertreibung der einheimischen Bevölkerung im Zusammenhang des Zweiten Weltkrieges brachten das kirchliche Leben im Kirchspielgebiet zum Erliegen.
Heute sind von den Kirchspielorten alle bis auf vier verschwunden. Das jetzt Bolschije Bereschki genannte alte Kirchdorf liegt jetzt im Einzugsbereich der in den 1990er Jahren neu entstandenen evangelisch-lutherischen Kirchengemeinde in Slawsk (Heinrichswalde) mit Pfarrsitz für die gleichnamige Kirchenregion in der Propstei Kaliningrad (Königsberg) der Evangelisch-lutherischen Kirche Europäisches Russland.

### Kirchspielorte
Zum Kirchspiel Lappienen gehörten bis 1945 46 Orte, Ortschaften und Wohnplätze:
| Ortsname                                      | Änderungsname 1938 bis 1946 | Russischer Name        |  | Ortsname                           | Änderungsname 1938 bis 1946 | Russischer Name  |
| --------------------------------------------- | --------------------------- | ---------------------- |  | ---------------------------------- | --------------------------- | ---------------- |
| Ahlgarten                                     |                             |                        |  | *Mosteiten                         | Eschenberg                  | Slawjanskoje     |
| Alt Lappienen                                 | Rauterskirch                | Bolschije Bereschki    |  | Neu Lappienen                      | Rautersdorf                 | Malyje Bereschki |
| Alt Schemeiten                                | Kleinschönwiese             | Sedlowinka             |  | Neu Norweischen                    | Altdümpelkrug               |                  |
| An der Ulpesch                                | ab 1929: Tranatenberg       |                        |  | Neu Schemeiten                     | Neuschönwiese               |                  |
| *Andreischken                                 | Nassenfelde                 | Krutoje                |  | Neuhof-Reatischken                 | Budeweg                     | Aisty            |
| Bretterhof                                    |                             |                        |  | Norweischen                        | Mühlmeistern                | Diwnoje          |
| Dannenberg                                    |                             | Cholmistoje (?)        |  | *Norwischeiten                     | Schwanensee                 |                  |
| *Degimmen                                     | ab 1934: Brandenburg        |                        |  | *Oszugarn                          | ab 1936: Rehwalde           | Schumnoje        |
| Ellernbruch                                   |                             | Uslowaja               |  | *Packuß                            | Kussenberg                  | Schirokoje       |
| Endreischken                                  | Endern                      |                        |  | Raging                             |                             | Kljutschewoje    |
| Gräflich Prudimmen                            | Erlenrode                   | Prudki                 |  | *Rautenburg                        |                             | Malinowka        |
| Groß Krauleiden                               | Großheidenstein             | Bolschoje Chrustalnoje |  | Rogainen                           |                             | Schljusnoje      |
| Groß Lappienen                                |                             |                        |  | Rothhof                            |                             |                  |
| Hohenberge                                    |                             | Utinoje                |  | Rucken                             | Ruckenhagen                 | Kurgan           |
| Iwenberg                                      |                             |                        |  | Schackwiese                        |                             | Barscha          |
| Johanns-Eszer                                 | ab 1929: Birkenheim         | Komissarowo            |  | Scharkus-Tawell                    | Iwenheide                   |                  |
| *Joneiten                                     | Gilgenfeld                  |                        |  | Schönwiese                         |                             | Werchowka        |
| Kallwellen                                    | Alt Iwenberg                | Poljanskoje            |  | Schuppinnen                        | Schuppen                    | Sabolotnoje      |
| Karlsdorf                                     |                             | Gribojedowo            |  | Waldburg                           |                             | Lesnoje          |
| *Kiauken                                      | Wartenfeld                  | Salomowo               |  | Warskillen                         |                             |                  |
| Klein Krauleiden                              | Kleinheidenstein            | Chrustalnoje           |  | Warsze a.d. Gilge                  | ab 1936: Warsche            |                  |
| Königlich Prudimmen, ab 1930: Klein Prudimmen | Kleinerlenrode              |                        |  | Warsze                             | ab 1936: Warsche            | Kirillowo        |
| *Maßrimmen                                    | Kleinhohenberge             | Kulikowka              |  | Warszlauken, ab 1936: Warschlauken | Warschfelde                 | Dolinnoje        |

### Pfarrer
Zwischen 1667 und 1945 amtierten an der Kirche Lappienen als evangelische Geistliche:
| - Johann Vollhard, 1667–1699 - Johann Georg Titius, 1700–1714 - Tobias Tydtcke, 1714–1725 - Heinrich Gottl. Lüneburg, 1725–1730 - Johann Friedrich Leo, 1730–1759 - Johann Gottl. Stammer, 1759–1775 - Georg Heinrich Leo, 1775–1802 - Christian Samuel Jordan, 1802–1840 - Johann Samuel Theodor Zippel, 1840–1866 - Carl Friedrich A.R. Konopacki, 1866–1923 - Walter Braun, 1923–1926 - Bernhard Raffel, 1926–1934 - Helmut Welz, 1934 - Kurt Szogs, 1935–1945 |